# Nordic Racing
Nordic Racing foi uma equipe britânica de automobilismo fundada em 1993 por Derek Mower e sediada em Thetford, na região de Norfolk.
Disputou 10 temporadas da Fórmula 3000, estreando em 1993 e tendo como piloto o italiano Alessandro Zampedri, que obteve o primeiro pódio da equipe ao chegar em terceiro lugar no GP de Nürburgring. Em 1995, conquista a primeira vitória com o belga Marc Goossens e termina em terceiro lugar na classificação entre as equipes com 24 pontos. 
Entre as temporadas de 1996 e 1999, a Nordic obteve resultados pouco expressivos, com exceção de um segundo lugar do irlandês Kevin McGarrity em Ímola nesta última. Em 2001, assinou um patrocínio com a Coca-Cola e passou a se chamar Coca-Cola Nordic Racing, tendo como pilotos Justin Wilson e Tomáš Enge, que ficou de fora apenas da etapa de Monza e foi substituído pelo compatriota Jaroslav Janiš. O britânico venceu 3 corridas e conquistou o título com 71 pontos, enquanto Enge obteve 39 e ficou em terceiro lugar.
A última participação da equipe foi em 2002, com Zsolt Baumgartner e Ryan Briscoe como dupla na primeira metade da temporada. O australiano foi dispensado após o GP de Silverstone e o sueco Thed Björk assumiu a vaga, mas não pontuou nenhuma vez - chegou duas vezes em sétimo lugar, posição que não dava pontos na classificação na época (o sistema de pontuação passaria a ter 8 pilotos em 2003), enquanto o húngaro pontuaria apenas uma vez, em Monza, chegando em sexto. Esta foi a última corrida na história da equipe, que não se inscreveu para a temporada seguinte e vendeu seu espólio para a BCN Competición, que faria sua estreia na Fórmula 3000 também em 2003.
Também competiram pela Nordic os espanhóis Marc Gené e Jordi Gené, os alemães Arnd Meier e Sascha Bert, o sul-africano Stephen Watson, o inglês Oliver Gavin, o norte-americano Elton Julian, os japoneses Hidetoshi Mitsusada e Akira Iida, o português Rui Águas, o francês Fabrice Walfisch, o argentino Brian Smith, os italianos Gianluca Paglicci e Thomas Biagi, o austríaco Mario Waltner e o brasileiro Paulo Carcasci.